# 須崎東インターチェンジ

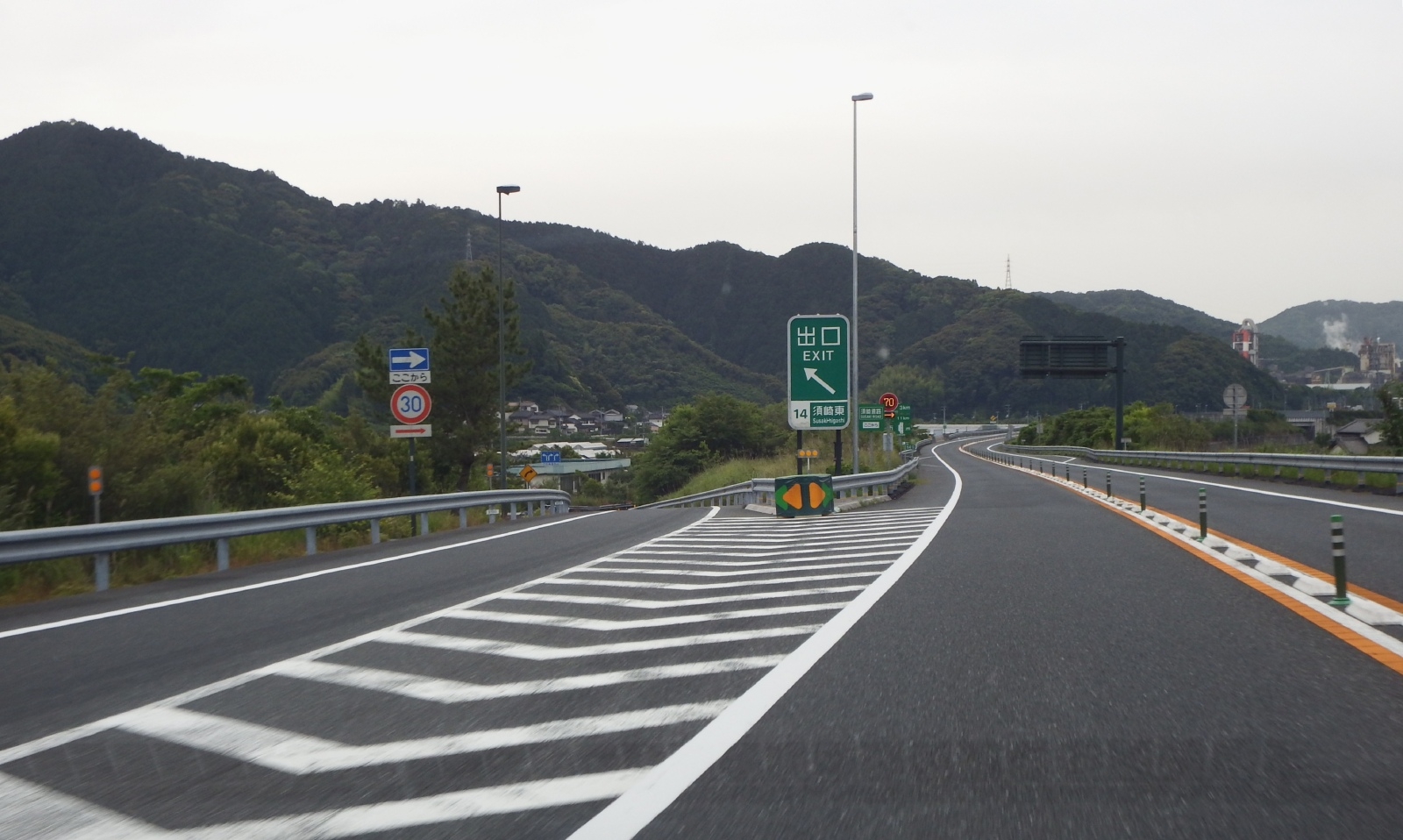
出口

須崎東インターチェンジ（すさきひがしインターチェンジ）は、高知県須崎市吾井郷乙にある高知自動車道（須崎道路）のインターチェンジ (IC) である。

## 概要
当ICを境にして、四万十町中央IC方面は国土交通省の管轄で無料区間となり、高知IC方面は西日本高速道路株式会社の管轄で有料区間となる。
2007年（平成19年）7月31日までは、当ICに料金所が設置されていたが、無料区間である須崎道路が供用されたため、2007年（平成19年）7月31日の15時で当ICの料金所は廃止され、当ICから高知方向に0.4 kmの位置に須崎東本線料金所 (TB) が新設され供用された。
また、当ICは高知IC方面のみ利用できるハーフICのため、四万十町中央IC方面への利用はできない。
四国横断自動車道の当初計画は本ICが終点であった（起点は現在の高松自動車道高松西IC）。

## 歴史
- 2002年（平成14年）9月16日 : 伊野IC - 須崎東IC間が開通。
- 2007年（平成19年）7月31日 : 須崎東IC料金所を廃止し須崎東TBを供用[2]。
- 2009年（平成21年）3月29日 : 須崎道路の須崎東IC - 新荘川橋東詰仮出入口間が開通[3]。

## 接続する道路
- 国道56号

## 隣
E56 高知自動車道
(13) 土佐IC - 土佐PA/スマートIC - 須崎東TB - (14) 須崎東IC
E56 須崎道路
(14) 須崎東IC - (15) 須崎中央IC